# Erzbistum Rabaul

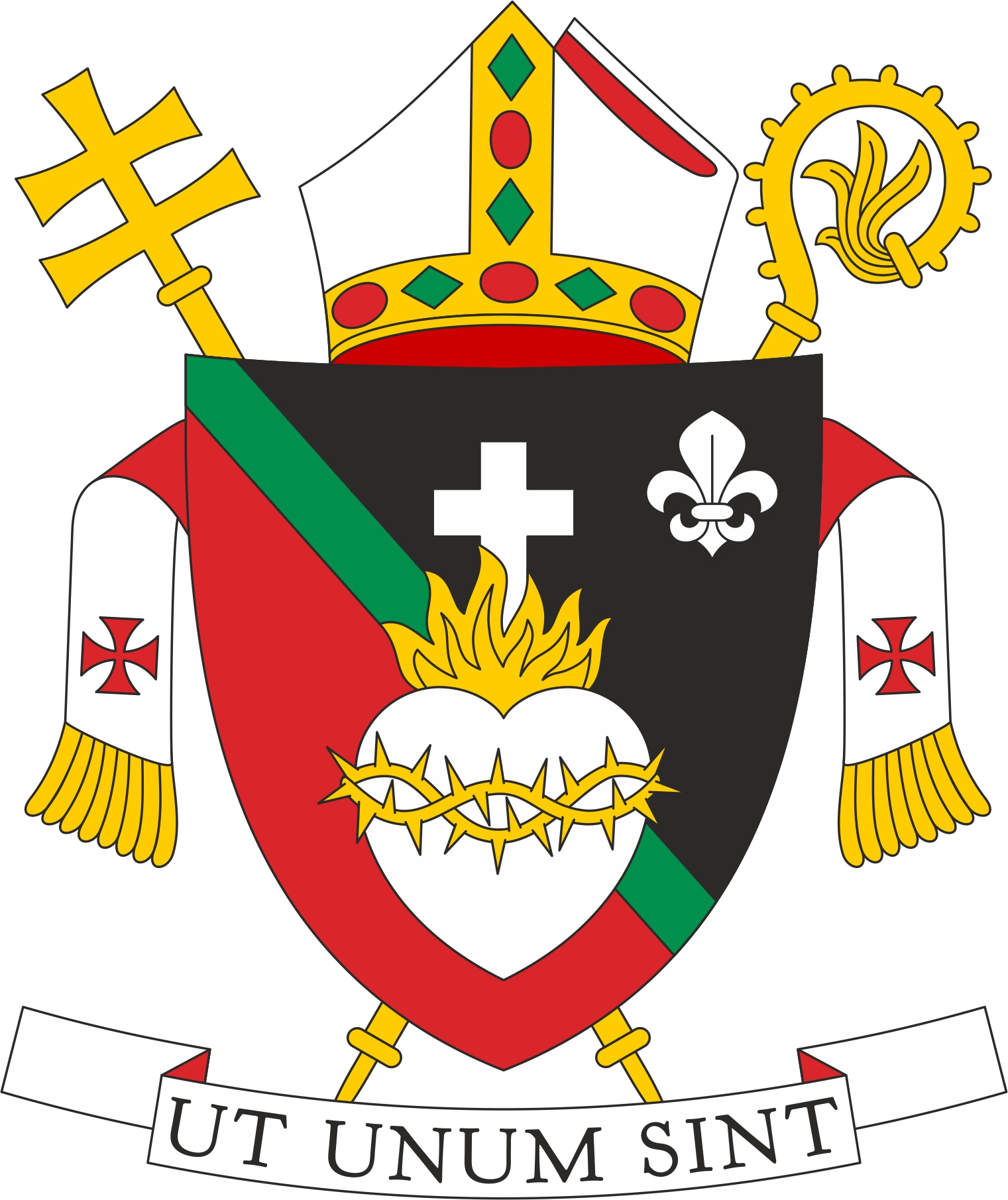
Wappen des Erzbistums Rabaul

Das Erzbistum Rabaul (lat.: Archidioecesis Rabaulensis) ist eine in Papua-Neuguinea gelegene römisch-katholische Erzdiözese mit Sitz in Rabaul.

## Geschichte
Vorläufer des heutigen Erzbistums Rabaul ist das 1844 aus dem Apostolischen Vikariat Neuseeland heraus gegründete Apostolische Vikariat Mikronesien.
Am 15. Mai 1886 wurde das Gebiet der Karolinen abgetrennt und die beiden Missionen sui juris Ost-Karolinen und West-Karolinen errichtet, welche am 19. Dezember 1905 durch Papst Pius X. zum Bistum Karolinen vereinigt worden.
Papst Leo XIII. errichtete das Apostolische Vikariat Neubritannien am 10. Mai 1889 aus Teilen des Gebietes des Apostolischen Vikariats Melanesien und den gesamten Gebieten des Apostolischen Vikariats Mikronesien. Am 8. Dezember 1890 nahm es den Namen Apostolisches Vikariat Neupommern an. Mit der Mission wurden deutsche Herz-Jesu-Missionare betraut.
Mit dem Dekret Post exstincum der Congregatio de Propaganda Fide nahm es am 14. November 1922 den Namen  Apostolisches Vikariat Rabaul an. In den Rang eines Metropolitanerzbistums wurde es mit der Bulle Laeta incrementa am 15. November 1966 erhoben und nahm den heutigen Namen an.
Teile seines Territoriums verlor es zugunsten der Errichtung folgender Bistümer:
- 24. Februar 1896 an die Apostolische Präfektur Kaiser-Wilhelms-Land;
- 27. Juli 1897 an die Apostolische Präfektur Britisch-Salomonen;
- 28. Juni 1897 an das Apostolische Vikariat Gilbertinseln;
- 23. Mai 1898 an die Apostolische Präfektur Deutsch-Salomonen;
- 1905 an die Mission sui juris Marshallinseln;
- 5. Juli 1957 an das Apostolische Vikariat Kavieng;
- 4. Juli 2003 an das Bistum Kimbe.

## Ordinarien

### Apostolische Vikare von Neubritannien
- Stanislas Henri Verjus MSC (8. April 1889–28. Dezember 1889, dann Apostolischen Koadjutorvikar von Neuguinea)
- Louis Couppé MSC (28. Dezember 1889–8. Dezember 1890)

### Apostolischer Vikar von Neupommern
- Louis Couppé MSC (8. Dezember 1890–14. November 1922)

### Apostolische Vikare von Rabaul
- Louis Couppé MSC (14. November 1922–1923)
- Gerard Vesters MSC (16. Februar 1923–30. August 1954)
- Leo Isidore Scharmach MSC (13. Juni 1939–6. August 1962)
- Johannes Höhne MSC (1. März 1963–15. November 1966)

### Erzbischöfe von Rabaul
- Johannes Höhne MSC (15. November 1966–27. Mai 1978)
- Albert-Leo Bundervoet MSC (6. März 1980–29. März 1989)
- Karl Hesse MSC (7. Juli 1990–11. August 2011)
- Francesco Panfilo SDB (11. August 2011–19. Juni 2020)
- Rochus Tatamai MSC (seit 19. Juni 2020)

## Statistik
| Jahr | Bevölkerung | Bevölkerung | Bevölkerung | Priester     | Priester         | Priester       | Priester               | Ständige Diakone | Ordensleute  | Ordensleute      | Pfarreien |
| ---- | ----------- | ----------- | ----------- | ------------ | ---------------- | -------------- | ---------------------- | ---------------- | ------------ | ---------------- | --------- |
| Jahr | Katholiken  | Einwohner   | %           | Gesamtanzahl | Diözesanpriester | Ordenspriester | Katholiken je Priester | Ständige Diakone | Ordensbrüder | Ordensschwestern |           |
| 1970 | 100.638     | 150.000     | 67,1        | 61           | 3                | 58             | 1.649                  |                  | 111          | 227              | 45        |
| 1980 | 140.300     | 205.000     | 68,4        | 52           | 4                | 48             | 2.698                  |                  | 92           | 226              | 46        |
| 1990 | 164.000     | 269.000     | 61,0        | 64           | 14               | 50             | 2.562                  |                  | 78           | 216              | 75        |
| 1999 | 221.300     | 404.300     | 54,7        | 67           | 25               | 42             | 3.302                  |                  | 69           | 142              | 44        |
| 2000 | 224.840     | 411.790     | 54,6        | 69           | 31               | 38             | 3.258                  |                  | 89           | 131              | 44        |
| 2001 | 227.250     | 418.500     | 54,3        | 66           | 29               | 37             | 3.443                  |                  | 88           | 122              | 44        |
| 2002 | 233.450     | 419.450     | 55,7        | 66           | 30               | 36             | 3.537                  |                  | 82           | 141              | 44        |
| 2003 | 110.000     | 180.000     | 61,1        | 27           | 18               | 9              | 4.074                  |                  | 38           | 19               | 18        |
| 2004 | 131.500     | 235.600     | 55,8        | 49           | 22               | 27             | 2.683                  |                  | 95           | 135              | 29        |